# Julius Curtius (Politiker)

Julius Curtius, 1920

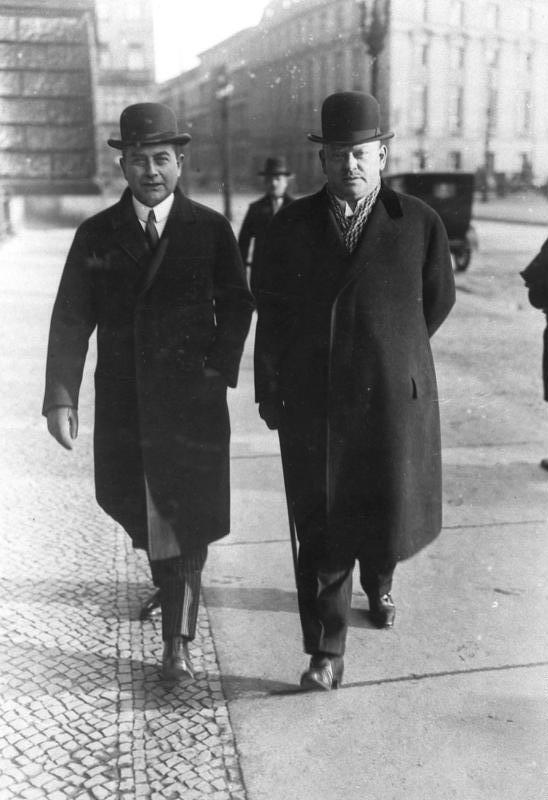
Julius Curtius (links) mit Gustav Stresemann (1929)

Julius Adam Alwin Friedrich Curtius (* 7. Februar 1877 in Duisburg; † 10. November 1948 in  Heidelberg) war ein deutscher Politiker (DVP). Er wirkte als Reichswirtschaftsminister und Reichsaußenminister in der Weimarer Republik.

## Familie und Studium
Julius Curtius entstammte einer Fabrikantenfamilie aus dem Bereich des Duisburger Hafens, die im 18. Jahrhundert ihren Namen von Korte in Curtius latinisiert hatte. Sein Vater Friedrich Curtius (1850–1904), der Fabriken für Ultramarin bzw. für Alaune in und bei Duisburg besaß, war mit Adele Brockhoff (1857–1930) verheiratet. Sein Großvater war der Duisburger Industrielle, Stadtrat und Handelskammerpräsident Julius Curtius, sein Onkel der bekannte Chemiker Theodor Curtius, sein Urgroßvater der Unternehmer Friedrich Wilhelm Curtius.
Von 1885 bis 1895 besuchte er das Gymnasium in Duisburg. Anschließend studierte er bis 1898 Rechtswissenschaften in Bonn, Kiel und Straßburg. Im Dezember 1898 legte er das Referendarexamen ab, 1900 wurde er in Berlin mit einer Dissertation über Die Rechtsstellung der Komplementäre zum Dr. jur. promoviert. Vom März 1899 bis zum Mai 1905 war er in Berlin, Hamm, Kiel und Duisburg im preußischen Justizdienst tätig, von 1900 bis 1901 hielt er sich zu einem zehnmonatigen Studienaufenthalt in Paris auf. Das Assessorexamen bestand er Anfang des Jahres 1905.

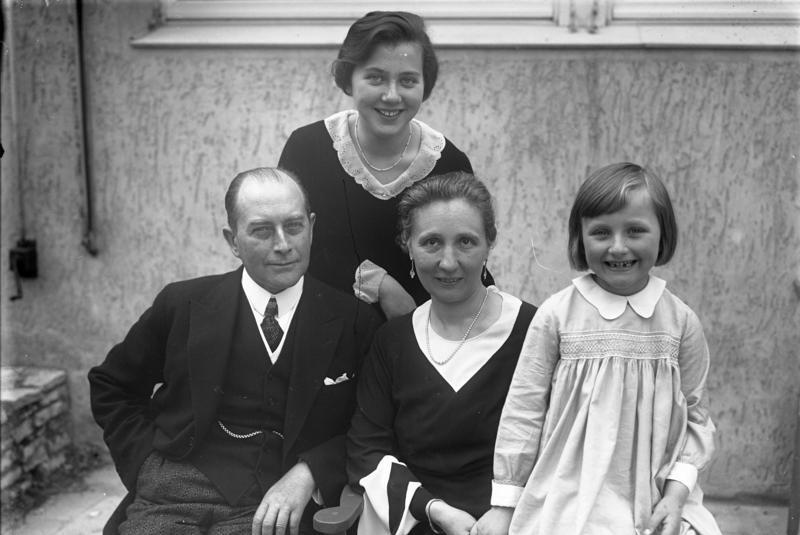
Curtius mit seiner Familie, Aufnahme aus dem Jahr 1930

Im selben Jahr heiratete er Adda Carp, die Tochter des Wirtschaftsjuristen Eduard Carp. Seine Tochter Barbara (* 7. Juli 1908; † 1. April 2006) war mit dem Widerstandskämpfer Hans Bernd von Haeften verheiratet. Über seine Schwiegermutter erlangte er Beziehungen zur Familie der Großindustriellen Haniel. Bei deren Gutehoffnungshütte AG nahm er später eine Position im Aufsichtsrat wahr. Da er nunmehr finanziell sehr gut abgesichert war und ihm andererseits der juristische Staatsdienst nicht lag, nahm er in Duisburg vom 2. Oktober 1905 eine Tätigkeit als Rechtsanwalt auf. Im Jahr 1910 wurde sein Sohn Wolfgang geboren, der später als Unternehmer ebenfalls mit der Familie Haniel verbunden war. 1911 siedelte die Familie nach Heidelberg um, wo Julius Curtius sich ganz seinen Studien der Staatswissenschaften zuwandte, wobei verfassungsrechtliche Fragen für ihn eine große Bedeutung hatten. Auch begann er, auf diesem Gebiet zu veröffentlichen. Im Ersten Weltkrieg führte er als Reserveoffizier im Rang eines Hauptmanns der Infanterie eine Batterie.

## Eintritt in die Deutsche Volkspartei
Da er aufgrund familiärer Prägung den Nationalliberalen nahestand, gründete er 1919 in Heidelberg eine Ortsgruppe der Deutschen Volkspartei (DVP) und übernahm deren Vorsitz. In dieser Position kandidierte er für den Heidelberger Stadtrat, dem er vom 25. Mai 1919 bis zum 31. Oktober 1921 als Fraktionsvorsitzender angehörte. Seit 1919 gehörte er auch dem Vorstand der Reichszentrale und dem geschäftsführenden Ausschuss der DVP bis 1932 an.
Seine Studien veranlassten ihn, im Januar 1919 der Badischen Nationalversammlung eine Stellungnahme zu übergeben, in der er sich für eine Beteiligung der Bevölkerung an der Gesetzgebung und für die Bildung einer Verfassung einsetzte. Die Verfassungskommission in Baden nahm diese Vorschläge auf und arbeitete sie in den Entwurf für eine Verfassung ein. Der Kerngedanke seiner Vorschläge war, dass das Volk über Referenden  zu Fragen der Gesundheit, des Friedens, der Ordnung, Sicherheit und der Haushaltsgesetzgebung ein Votum abgeben sollte. Dieser Gedanke des Referendums wurde in die spätere Reichsverfassung aufgenommen. Dieser konkreten Umsetzung seiner Ideen stand er später aber distanziert gegenüber.

## Mandat im Reichstag
Curtius gehörte zum rechten Flügel der DVP und befürwortete im März 1920 sogar den Kapp-Putsch. Im Juni 1920 kandidierte er im Wahlkreis 35 für die DVP zum Reichstag und gewann das Mandat, das er bis zum Mai 1924 vertrat. In der Reichstagsfraktion trat er konsequent einer Beteiligung der DVP an der Reichsregierung entgegen, solange die SPD darin vertreten war. Da er auch Positionen der Schwerindustrie vertrat, entwickelte er sich zum politischen Gegner von Gustav Stresemann. Nach dem Hitlerputsch legte er Stresemann in einer verhaltenen Stellungnahme auf dem Parteitag der DVP im November 1923 nahe, das Amt des Parteivorsitzenden niederzulegen.

## Wirtschaftsminister in der Reichsregierung
Curtius war inzwischen Anfang November 1921 nach Berlin verzogen und hatte sich dort als Rechtsanwalt niedergelassen, wobei er am Kammergericht wirkte. Innerhalb der DVP und in den Reichstagsausschüssen erwarb er sich einen guten Ruf als Fachmann für Fragen der Wirtschaft und des Verfassungsrechts. So trat er als Berichterstatter des jeweiligen Ausschusses im Reichstag auf und konnte 1924 zum stellvertretenden Vorsitzenden der Reichstagsfraktion der DVP aufsteigen. Im gleichen Jahr wurde sein Mandat im Reichstag für den badischen Wahlkreis 32 bestätigt, er hatte dies bis zum September 1930 inne.
Die DVP nominierte ihn Anfang 1926 als Reichswirtschaftsminister unter dem Reichskanzler Hans Luther, am 19. Januar wurde er ernannt. In seinem neuen Amt beschäftigten ihn die Probleme der Reparationen. Weiterhin wirkte er am Programm der Arbeitsbeschaffung mit, wobei die Reichsbahn der Schwerindustrie Aufträge erteilen sollte. Durch Exportkredite und Subventionen wollte er den Export von Waren fördern. Auch setzte er sich für Liefergeschäfte in die Sowjetunion ein.

## Außenminister in der Reichsregierung
Am 10. Januar 1927 beauftragte der Reichspräsident ihn mit einer Neubildung der Reichsregierung, da die Regierung von Wilhelm Marx im Dezember 1926 gestürzt worden war. Doch Curtius hatte keinen Erfolg. Nach schwierigen Verhandlungen konnte am 28. Januar 1927 eine neue Regierung gebildet werden, in der Curtius weiterhin das Amt des Wirtschaftsministers hatte. Auch in den folgenden Regierungen bis 1929 vertrat er dieses Amt. Als Stresemann am 3. Oktober 1929 verstarb, wurde Curtius am nachfolgenden Tag einstweilig mit der Amtsführung des Reichsaußenministers betraut und am 8. November 1929 zum Außenminister ernannt.
In seine Amtszeit fällt der Abschied von der verständigungsorientierten Locarno-Politik seines Vorgängers Stresemann und der Übergang zu einer deutlicheren Revisionspolitik, die auf eine Konfrontation mit Frankreich ausgerichtet war. Großen Einfluss auf die Außenpolitik hat er aber nie genommen, da Reichskanzler Heinrich Brüning sich die wichtigsten Entscheidungen und vor allem die bedeutsame Reparationspolitik selbst vorbehielt.
Mit nur geringem Geschick initiierte er den Versuch, eine Zollunion zwischen Österreich und Deutschland zu bilden, mit der das Anschlussverbot des Versailler Vertrags umgangen werden sollte. Bevor Curtius jedoch die ersten Schritte in dieser Angelegenheit veranlasste, unterrichtete er Brüning. Beide stimmten ab, im Falle eines Misserfolgs werde Curtius allein die volle politische Verantwortung übernehmen. Somit blieben die Konsequenzen kontrollierbar. Nur Curtius war, sofern das Projekt scheitern sollte, zum Zurücktreten aufgefordert, nicht jedoch der Kanzler. Diese einzige selbstständige Initiative seiner Amtszeit rief tatsächlich die internationale Missbilligung hervor und wurde offiziell durch den permanenten Internationalen Gerichtshof abgelehnt. Daraufhin musste er am 3. Oktober 1931 sein Amt als Außenminister niederlegen.
Der britische Botschafter Horace Rumbold schrieb in einem Bericht ans Foreign Office anlässlich Curtius’ Rücktritt, er habe „weder […] den weiten Horizont noch das politische Genie seines Vorgängers“ besessen, sei aber im zwischenmenschlichen Umgang „angenehm“ gewesen. Curtius’ Mitarbeiter Ernst von Weizsäcker beschreibt ihn in seinem Tagebuch als „hölzern“, „etwas phantasielos“ und „ein bißchen naiv“. Sein Dolmetscher Paul Schmidt erinnert sich in seinen Memoiren vor allem an Curtius’ „etwas kühle Unnahbarkeit, die eine enge, persönliche Fühlung mit seinen ausländischen Gesprächspartnern […] erschwerte“, und an die Art eines Rechtsanwalts, mit der er in diplomatische Gespräche gegangen sei.

## Ausschluss aus der Deutschen Volkspartei
Im Jahr darauf wurde der konservativ-liberal denkende Curtius im Februar 1932 wegen innerparteilicher Differenzen und persönlicher Aversionen aus der ins rechtsradikale Lager driftenden DVP-Fraktion ausgeschlossen und wechselte zur Deutschen Staatspartei. Als Anwalt vertrat er gegenüber Polen die Interessen seines Klienten Heinrich von Pless. Aber auch hier hatte er keinen Erfolg, da die Reichsregierung im Herbst 1933 gegenüber Polen keine Spannungen fördern wollte und Curtius zum Rückzug zwang.

## Kriegsende und Nachkriegszeit

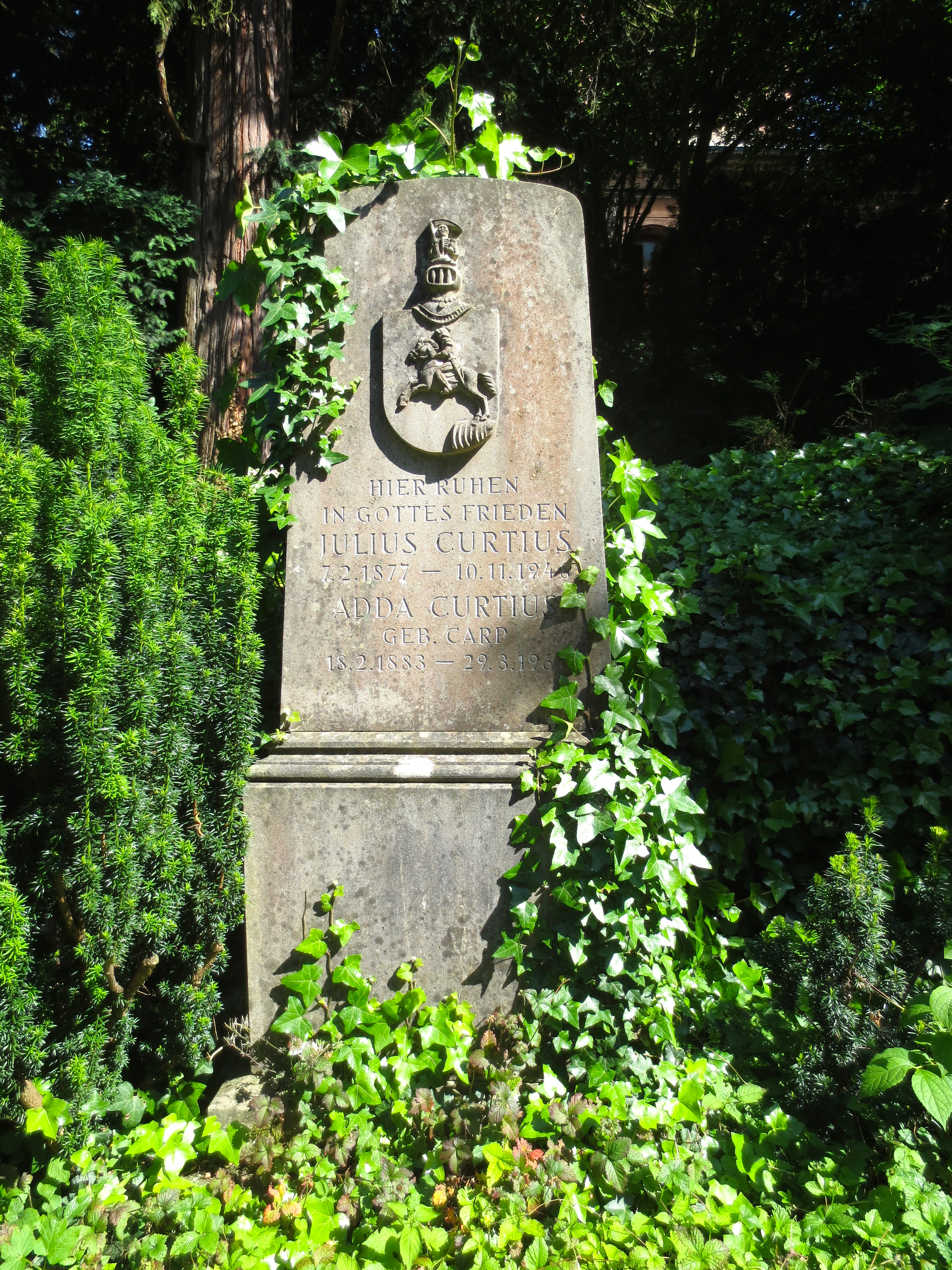
Grabstätte von Julius Curtius auf dem Heidelberger Bergfriedhof

Von 1932 bis 1936 arbeitete Curtius in Berlin als Vermögensverwalter und danach wieder als Rechtsanwalt bis 1943. Daneben verwaltete er seinen Landsitz in Grammertin bei Wokuhl in Mecklenburg-Strelitz, wo er 1450 Morgen Land besaß. Der Sicherheitsdienst (SD) der SS berichtete über ihn im Jahre 1939, dass er ein Jahreseinkommen von 44.256 RM habe und ein Vermögen von etwa 1.648.000 RM verwalte. Weiterhin bezog er aus der Legationskasse des Auswärtigen Amtes ein Ruhegehalt von 16.075 RM im Jahr.
Im Oktober 1945 wurde Curtius enteignet. Er übersiedelte in den Westen und ließ sich in Heidelberg nieder. Curtius arbeitete in den folgenden Jahren in Heidelberg und in West-Berlin als Rechtsanwalt. Er fand seine letzte Ruhestätte auf dem Bergfriedhof in Heidelberg.

## Schriften
- Über die Einführung von Volksinitiativen und Volksreferendum in den neuen Verfassungen der deutschen Staaten. Heidelberg 1919.
- Bismarcks Plan eines deutschen Volkswirtschaftsrats. Heidelberg 1919.[6]
- Was im Haag erreicht wurde. Berlin 1929.
- Innere Konsolidierung und außenpolitische Aktionsfähigkeit. Berlin 1930.
- Germany and the Polish Corridor. Berlin 1933.
- Bemühungen um Österreich. Das Scheitern des Zollunionsplans von 1931. Carl Winter Universitätsverlag, Heidelberg 1947.
- Sechs Jahre Minister der deutschen Republik. Carl Winter Universitätsverlag, Heidelberg 1948.
- Der Young-Plan. Entstehung und Wahrheit. Franz Mittelbach Verlag, Stuttgart 1950.